# هوارد س. هوبسون
هوارد س. هوبسون (بالإنجليزية: Howard C. Hopson)‏ هو شخصية أعمال أمريكي، ولد في 8 مايو 1882، وتوفي في 22 ديسمبر 1949.